# Spisane na straty
Spisane na straty (ang. The Expendables) – amerykański film sensacyjny z 2000 roku napisany przez Patricię Resnick i wyreżyserowany przez Janet Meyers.
Premiera filmu miała miejsce 25 kwietnia 2000 roku na amerykańskim kanale USA Network.

## Opis fabuły
Skazanym na dożywocie lub karę śmierci kobietom z więzienia w Macon zostaje zaproponowany udział w ważnej misji. Mają uwolnić amerykańską agentkę, przetrzymywaną na Kubie. Ich dowódcą zostaje, wbrew swojej woli, pułkownik Deacon (Brett Cullen). Na przygotowanie podwładnych ma dziesięć dni.

## Obsada
Źródło: Filmweb
- David Norona jako Ramone
- Thom Barry jako Tyler
- Julie Carmen jako Jackie
- Cristi Conaway jako Nicoline
- Jenica Bergere jako Sue
- Robin Givens jako Randy
- Brett Cullen jako pułkownik Deacon
- Wil Cesares jako Jorge
- Ayleen Weisinger jako Anna
- Annette Helde jako Rosa
- Jennifer Blanc jako Christine
- Tempestt Bledsoe jako Tanika
- Idalis DeLeón jako Ver

i inni